# Eko Eko Azarak III: Misa the Dark Angel
Eko Eko Azarak III: Misa the Dark Angel (エコエコアザラクIII -MISA THE DARK ANGEL-?, Eko eko azaraku III) è un film del 1998, diretto da Katsuhito Ueno, tratto dal manga Eko Eko Azarak, scritto e disegnato da Shinichi Koga tra il 1975 e il 1979.
È il terzo lungometraggio della serie Eko Eko Azarak. La protagonista Misa Kuroi non è più interpretata da Kimika Yoshino, sostituita da Hinako Saeki.

## Trama
Una donna carbonizzata compare per le strade di Tokyo, gridando prima di morire il nome della liceale Misa Kuroi. Lo zio di Misa, Satoru, si occupa dell'autopsia del corpo, mentre appare la nipote. Durante l'autopsia, dal cadavere della misteriosa donna esce un'entità maligna.
Successivamente Misa sfoglia un libro contenente alcuni incantesimi, trovato accanto al corpo della misteriosa donna. Gli indizi del libro portano Misa alla Saint Salem School for Girls, dove alcune ragazze sono impegnate in una rappresentazione teatrale dell'Homunculus. Misa si unisce al gruppo e si reca insieme alle altre ragazze in una villa, dove si metterà in scena la rappresentazione.
Durante la rappresentazione, le ragazze vengono possedute improvvisamente da un'entità, che le uccide ad una ad una tramite allucinazioni. Misa tenta di proteggere le uniche sopravvissute, Aya e Yuki, facendole entrare in un pentacolo, quindi affronta alcuni uomini incappucciati simili a zombi. Aya esce dal pentacolo e aggredisce Misa con una spada, ferendola gravemente, quindi confessa di essere al servizio dello stregone Barone Etori, che intende impossessarsi delle anime delle giovani ragazze per conquistare il mondo con il suo esercito di zombi.
Aya uccide Misa, quindi aggredisce Yuki. Misa grazie a un incantesimo riesce a tornare in vita e sconfigge Aya e lo stregone. Yuki viene portata in ospedale, dove ha alcune allucinazioni, quindi si risveglia e riabbraccia i suoi genitori, mentre Misa si allontana.